# Funicolare di Chiaia
| Bergstation Via Cimarosa |                      |                                                  |                         |
| Streckenlänge: | 0,536 km             |                                                  |                         |
| Spurweite: | 1435 mm (Normalspur) |                                                  |                         |
| Maximale Neigung: | 290 ‰                |                                                  |                         |
| Streckengeschwindigkeit: | 27 km/h              |                                                  |                         |
| |                      |                                                  |                         |
| \| \| \| Übergang zur Linie 1 der Metropolitana di Napoli \| \| \| \| \| Cimarosa \| \| \| \| \| \| \| \| \| \| Palazzolo \| \| \| \| \| Corso Vittorio Emanuele \| \| \| \| \| \| \| \| \| \| Parco Margherita \| \| \| \| \| Übergang zur Linie 2 der Metropolitana di Napoli \| \| |                      |                                                  |                         |
| |                      | Übergang zur Linie 1 der Metropolitana di Napoli |                         |
| Kopfbahnhof Streckenanfang |                      | Cimarosa                                         | Cimarosa                |
| Tunnelanfang |                      |                                                  |                         |
| Bahnhof (im Tunnel) |                      | Palazzolo                                        | Palazzolo               |
| Bahnhof (im Tunnel) |                      | Corso Vittorio Emanuele                          | Corso Vittorio Emanuele |
| Tunnelende |                      |                                                  |                         |
| Kopfbahnhof Streckenende |                      | Parco Margherita                                 | Parco Margherita        |
| |                      | Übergang zur Linie 2 der Metropolitana di Napoli |                         |

Die Funicolare di Chiaia ist eine Standseilbahn in Neapel, die Teil des ÖPNV-Netzes der Stadt ist und von der Azienda Napoletana Mobilità (ANM) betrieben wird. Sie verbindet die Station Vanvitelli der U-Bahn-Linie 1 in Vomero mit der Station Piazza Amedeo an der S-Bahn-Linie 2 im Stadtviertel Chiaia und weist zwei Zwischenstationen auf. Die Bahn wurde 1889 eröffnet.

## Geschichte
Gegen Ende des 19. Jahrhunderts entstanden neue Wohnquartiere auf dem Hügel Vomero nordwestlich des Stadtkerns von Neapel. Wegen der steilen Hänge erfolgte die Erschließung mit zwei Standseilbahnen: der Funicolare di Chiaia und der Funicolare di Montesanto. Die etwas kürzere Funicolare di Chiaia konnte als erste der beiden Bahnen am 17. Oktober 1889 eröffnet werden. Betreiberin war die S.A. Ferrovie del Vomero.
Die technische Ausrüstung der Bahn wurde von der Società Nazionale Officine di Savigliano erstellt – einem Betrieb, der heute zu Alstom gehört. Die Anlage war ursprünglich durchgehend doppelspurig. Es verkehrten darauf zwei Züge, die aus zwei zusammengehängten Wagen bestanden. Einer der Wagen führte auch Abteile der 1. Wagenklasse, die meisten Abteile waren aber der 2. Wagenklasse zugeteilt. Jeder Wagen fasste 60 Fahrgäste. Bei Bedarf konnte ein zusätzlicher Plattformwagen für den Transport von Fuhrwerken angehängt werden. Der Austausch der Wagen erfolgte jeweils in der Bergstation.
Der Antrieb erfolgte anfänglich durch zwei Verbunddampfmaschinen von Escher Wyss mit einer Leistung von je 75 PS, die sich aber nicht bewährten. Die Bahn wurde deshalb bereits 1900 durch Von Roll auf den Betrieb mit Elektromotoren von Brown, Boveri & Cie. umgestellt, die eine Leistung von 135 PS hatten und mit 600 V Gleichstrom betrieben wurden. Dadurch stieg die Geschwindigkeit der Wagen von 2 m/s auf 3 m/s.
Nach den Eröffnungsjahren wurde die zweigleisige Anlage unterhalb der Stelle, wo sich die Wagen kreuzen, auf ein Gleis reduziert.
1914 wurden die Plattformwagen zu Personenwagen umgebaut und die Antriebsleistung auf 350 PS erhöht. Außer während der Zeit des Zweiten Weltkrieges verkehrten nur noch Züge mit einem Wagen.
Die Bahn wies ursprünglich nur die Zwischenstation Corso Vittorio Emanuele auf. 1926 wurde die zweite Zwischenstation Palazzolo in Betrieb genommen. Diese Station liegt sehr tief unter der Straßenoberfläche und musste deshalb von Beginn an mit einem Aufzug erschlossen werden.
1975 wurde die Bahn unter der Leitung von Agudio erneuert, mit neuen Wagen versehen und 1977 wieder in Betrieb genommen, wobei wieder Züge mit zwei Wagen eingeführt wurden. Die Gleise wurden von 1445 mm auf Normalspur umgebaut und die Anlage bis auf die Ausweiche eingleisig gestaltet.
Eine weitere Generalüberholung fand 1998 statt.

## Technik
Die 536 m lange Standseilbahn verläuft in einer geraden Streckenführung in einem Tunnel von der Talstation Parco Margherita an der Via del Parco Regina Margherita zur 161 m höher gelegenen Bergstation Cimarosa an der Via Domenico Cimarosa. Die Bahn weist zwei symmetrisch gelegene Zwischenstationen auf – die eine heißt Corso Vittorio Emanuele und liegt auf der Höhe des Parco Margherita, die andere heißt Palazzolo und liegt beim Parco Marcolini. Der Antrieb befindet sich in der Bergstation. Die Gleise sind mit einer Bremszahnstange nach System Abt ausgerüstet.
Die Wagen legen die bis zu 29 % geneigte Strecke in 3 Minuten und 8 Sekunden zurück und erreichen dabei eine Geschwindigkeit von 7,5 m/s (27 km/h). Jeder Zug fasst bis zu 300 Personen, so dass die Bahn in jeder Richtung pro Stunde 9500 Personen befördern kann.